# ザ・ダークプレイス 覗かれる女
『ザ・ダークプレイス 覗かれる女』（原題：In a Dark Place）は、2006年製作のイギリス・ルクセンブルク合作映画。原作はヘンリー・ジェイムズの『ねじの回転』。
日本では、劇場未公開。

## キャスト
- アンナ：リーリー・ソビエスキー
- タラ・フィッツジェラルド
- クリスチャン・オルソン
- フローラ：ガブリエル・アダム
- ジェームス：グレアム・パウントニー
- ジョナサン・フォックス
- ピーター・ワディントン